# 哈代-温伯格定律

对于两个等位基因的哈代-温伯格定律：横轴表示两个等位基因频率p和q，而纵轴表示基因型频率。每条线表示一种基因型频率。我們假設縱切穿過三線，形成三個點，在一個極為穩定的族群中比值亦該相當類似三點的比值。

哈代-温伯格定律（英語：Hardy–Weinberg principle），也称遗传平衡定律或哈代-温伯格平衡定律，分别在1908年和1909年由英国数学家戈弗雷·哈羅德·哈代和德国医生威廉·温伯格独立证明。在群体遗传学中，哈代-温伯格定律主要用于描述群体中等位基因频率以及基因型频率之间的关系。主要内容为：
|  | 一个族群在理想情况（随机交配、无天择、无族群迁移、无突变和群体大小无限），经过多个世代，基因频率与基因型频率会保持恒定并处于稳定的平衡状态。 |

实际上，总会存在一个或多个干扰因素。因此，哈代-温伯格定律在自然界中是不太可能的。基因的平衡是一种理想状态，并用于测量遗传改变的基准。
最简单的例子是位于单一位点的两个等位基因：显性等位基因记为A而隐性等位基因记为a，它们的频率分别记为p和q。频率(A) = p；频率(a) = q；p + q = 1。如果群体处于平衡状态，则我们可以得到
群体中纯合子AA的频率(AA) = p2
群体中纯合子aa的频率(aa) = q2
群体中杂合子Aa的频率(Aa) = 2pq

## 推导
对于二倍体物种，考虑种群中两个独立的等位基因A和a，它们的频率分别是p和q。使用旁氏表推导出形成新基因型的不同方式，其中每一格的值为行与列概率的乘积。
|       |       | 雌性    | 雌性    |
| A (p) | a (q) |         |         |
| ----- | ----- | ------- | ------- |
| 雄性  | A (p) | AA (p2) | Aa (pq) |
| 雄性  | a (q) | Aa (pq) | aa (q2) |

最终得到后代的三个可能基因型频率：
- {\displaystyle f(\mathbf {AA} )=p^{2}\,}
- {\displaystyle f(\mathbf {Aa} )=2pq\,}
- {\displaystyle f(\mathbf {aa} )=q^{2}\,}

这些频率称为哈代-温伯格平衡。无限大小的群体经过一个世代的随机交配，基因型频率就能达到平衡。在没有其它因素的影响下，这种平衡状态将一直保持。